# Château de la Chétardie
Le château de la Chétardie est situé à Exideuil en Charente.

## Historique
Le nom de la Chétardie vient de la famille Chétard, dont la dernière de la lignée épouse en 1500 Jean Trotti, ce qui donne la lignée de la Chétardie. Jacques-Joachim Trotti de La Chétardie (1705-1759), officier, diplomate et écrivain, est leur descendant le plus connu.

## Architecture
Du château du XIe siècle il reste deux tours coiffées de poivrières. 
Le château rectangulaire a été rebâti au XVIIe siècle. Il a été remanié au XVIIIe siècle, avec en particulier l'ajout de douves sèches.
Sur l'autre façade du château, une pièce en rotonde d'inspiration russe a été ajouté par Jacques-Joachim Trotti de La Chétardie, ministre plénipotentiaire de Louis XV dans ce pays.
Il a été en partie inscrit monument historique le 30 octobre 1973. L'inscription comprend les douves et le portail, les façades et les toitures du château et des deux tours ainsi que l'escalier intérieur et le plafond peint de la tour située à l'est.

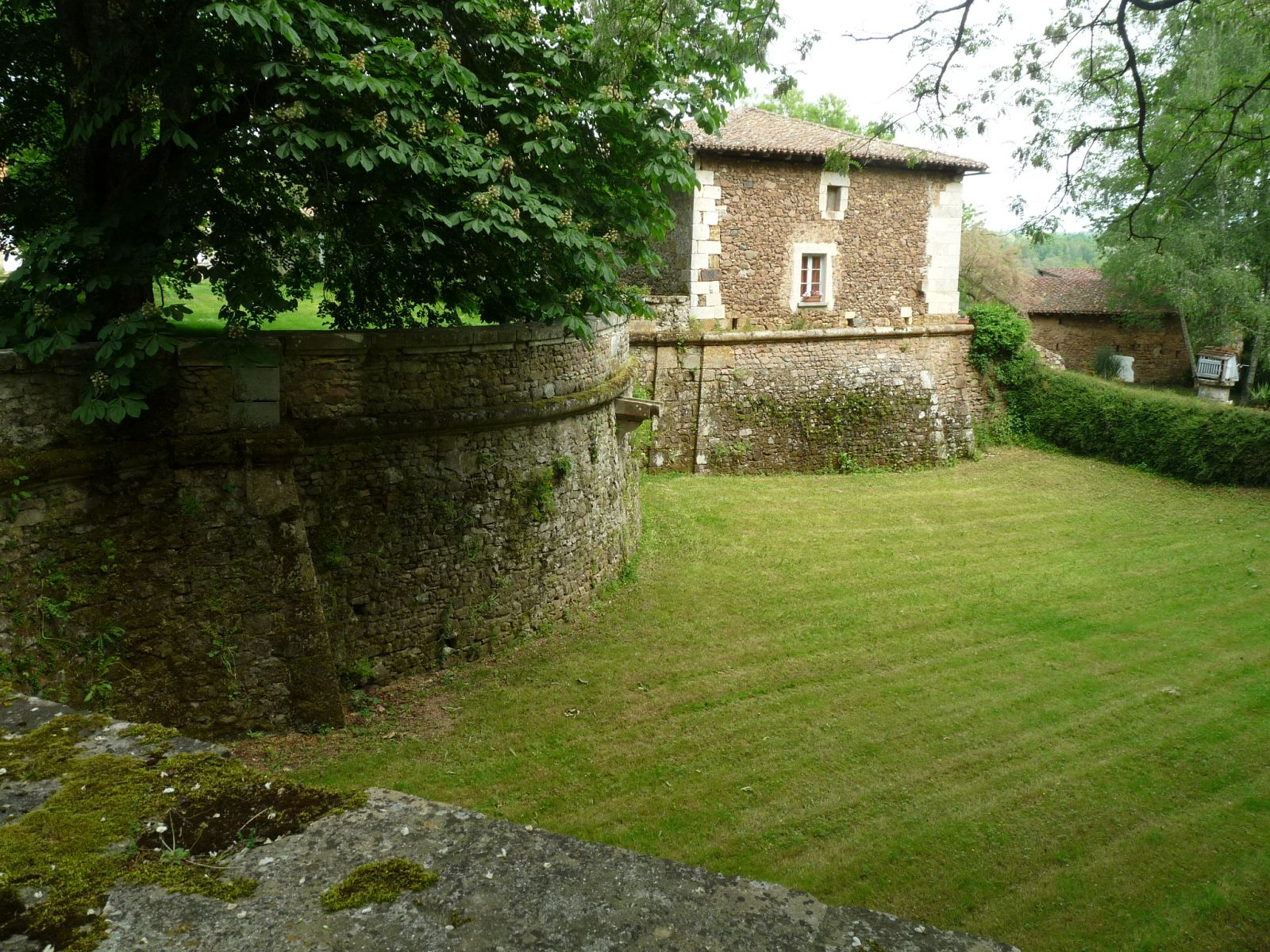
Les douves.